# Sergiolus kastoni
Espèce
Sergiolus kastoni est une espèce d'araignées aranéomorphes de la famille des Gnaphosidae.

## Distribution
Cette espèce se rencontre aux États-Unis en Floride et à Cuba,.

## Description
Les mâles mesurent 4,25 mm en moyenne et les femelles 6,66 mm.

## Étymologie
Cette espèce est nommée en l'honneur de Benjamin Julian Kaston.

## Publication originale
- Platnick & Shadab, 1981 : A revision of the spider genus Sergiolus (Araneae, Gnaphosidae). American Museum novitates, no 2717, p. 1-41 (texte intégral).